# Пидфорт, Артур
Артур Пидфорт (нидерл. Arthur Piedfort; род. 1 февраля 2005, Херенталс, Фламандский регион) — бельгийский футболист, опорный полузащитник клуба «Вестерло».

## Клубная карьера
Пидфорт — воспитанник нидерландского ПСВ. В 2023 году в матче против «Де Графсхап» он дебютировал за дублирующий состав последних в Эрстедивизи. Летом 2023 года Пидфорт подписал контракт с «Вестерло». 4 ноября в матче против «Ауд-Хеверле Лёвен» он дебютировал в Жюпиле лиге.

## Международная карьера
В 2022 году в составе юношеской сборной Бельгии Пидфорт принял участие в юношеском чемпионате Европы в Израиле. На турнире он сыграл в матчах против команд Испании и Турции.